# فیلم (فیلم ۲۰۰۵)
فیلم (به انگلیسی: The Film) فیلمی محصول سال ۲۰۰۵ و به کارگردانی جنید ممون است. در این فیلم بازیگرانی همچون ماهیما چودری، خالد صدیقی، آنانیا کاره، چاهات خانا، موکش خانا، رانویر شوری، عرفان خان و ساتین کاپو ایفای نقش کرده‌اند.